# Tordolok Nauli
Tordolok Nauli is een bestuurslaag in het regentschap Tapanuli Utara van de provincie Noord-Sumatra, Indonesië. Tordolok Nauli telt 514 inwoners (volkstelling 2010).